# Javorsko Brdo
Javorsko Brdo (makedonska: Јаворско Брдо) är ett berg i Nordmakedonien.   Det ligger i kommunen Mavrovo i Rostuša, i den västra delen av landet, 80 kilometer väster om huvudstaden Skopje. Toppen på Javorsko Brdo är 2 155 meter över havet.